# Visita de san Bruno al papa Urbano II (Zurbarán)
Visita de san Bruno al papa Urbano II es el tema de un cuadro de Francisco de Zurbarán, que formaba parte de una serie de tres pinturas, en la sacristía de la Cartuja de las Cuevas, en Sevilla.

## Introducción
Este lienzo formaba un conjunto con San Hugo en el refectorio de los Cartujos y la Virgen de los cartujos. Cada lienzo estaba colocado en su correspondiente encuadramiento —de estuco, con un dibujo muy elaborado— realizados de Pedro Roldán en 1655, en el respectivo muro de la sacristía del mencionado monasterio cartujo. Si bien los tres lienzos fueron trasladados durante la España napoleónica, dichos encuadramientos permanecen in situ.

## Tema de la obra
La visita de Bruno de Colonia —el futuro san Bruno— al papa Urbano II tuvo tugar en 1089 en Roma. Urbano II había sido discípulo de Bruno de Colonia quien —en 1084— se había instalado con sus seis primeros compañeros en un eremitorio, en el macizo de la Chartreuse, cerca de Grenoble. Urbano II requirió su presencia en la Santa Sede, pensando que su consejo sería útil para solucionar los graves problemas que padecía la Iglesia católica. Poco después, permitió el regreso de los seis monjes, pero pidió a Bruno que permaneciera en Italia.

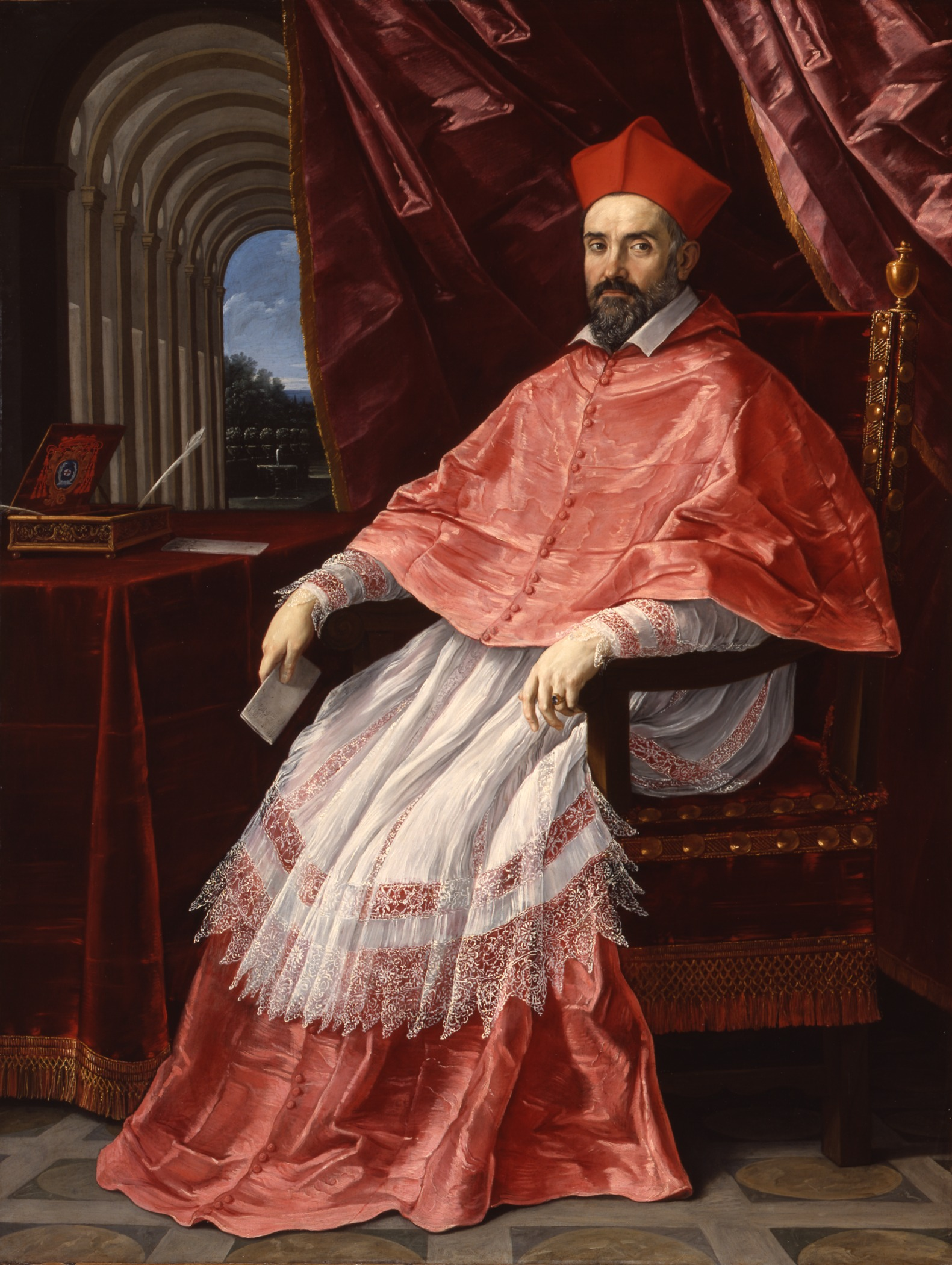
Retrato del Cardenal Roberto Ubaldini, de Guido Reni

## Descripción de la obra

#### Datos técnicos y registrales
- Museo de Bellas Artes de Sevilla (Inv. n° 169);
- Pintura al óleo sobre lienzo, 272 x 325 cm (270 x 325 cm según otras fuentes);[1]
- Fecha de realización: ca. 1655;
- Restaurado en Madrid en 1965-1966 en el I.C.C.R. y en 1996 por Amalia Cansino Cansino, del taller de restauración del Museo de Sevilla;[2]
- Catalogado por Odile Delenda con el número 241 y por Tiziana Frati con el 120.[3]

### Análisis de la obra
Zurbarán logra una acertada puesta en escena —con un cierto tono teatral— representando la entrevista, que sitúa en el Palacio del Vaticano. Expresa la riqueza de la estancia por medio del baldaquino, una cortina sobre los dos protagonistas, una rica alfombra, y una columna sobre un alto pedestal. La columna es la misma que aparece en otras obras suyas, y la cortina recuerda a la que aparece en el Niño de la espina. La composición está construida con un gran rigor geométrico: los dos personajes principales están inscritos en sendos triángulos isósceles a cada lado de la columna, separados por una mesa sobre la cual está representado un magnífico bodegón. En este lienzo existen graves fallos de perspectiva, pero este defecto seguramente no preocupaba mucho al pintor ni a sus comitentes, que deseaban antes que nada una ilustración clara y legible del evento.
La posición de Urbano II recuerda mucho al Retrato del Cardenal Roberto Ubaldini, de Guido Reni —tal vez conocido través de un grabado— y el personaje guarda un cierto parecido con el Inocencio X, de Diego Velázquez, una copia del cual Zurbarán pudo haber visto en Madrid en 1652. San Bruno se muestra recogido, con los ojos ensimismados, quizás como una alegoría del silencio, una de las principales virtudes de la orden de los Cartujos.

## Procedencia
1. Cartuja de Cuevas (Sevilla), sacristía de la iglesia;
2. Sevilla, Alcázar, sala 7, n° 222, 1810;
3. Cartuja de Cuevas, 1813;
4. Entró en el museo en 1840 (Desamortización de Mendizábal: Inv. 1840, n° 1989).[6]